# Yelūjeh
Yelūjeh (persiska: يلوجه, يِلّوجِه, يِليجِه, يلجِه) är en ort i Iran.   Den ligger i provinsen Ardabil, i den nordvästra delen av landet, 300 km nordväst om huvudstaden Teheran. Yelūjeh ligger 1 882 meter över havet och antalet invånare är 252.
Terrängen runt Yelūjeh är kuperad, och sluttar västerut. Runt Yelūjeh är det ganska glesbefolkat, med 38 invånare per kvadratkilometer. Närmaste större samhälle är Khalkhāl, 10,1 km öster om Yelūjeh. Trakten runt Yelūjeh består i huvudsak av gräsmarker.